# Williams College Museum of Art
Le Williams College Museum of Art (WCMA) est un musée d'art universitaire à Williamstown, Massachusetts.  
Situé sur le campus du Williams College, près du Massachusetts Museum of Contemporary Art (MASS MoCA) et du Clark Art Institute. Sa collection comprend plus de 14 000 œuvres particulièrement en art contemporain, photographie, gravure et peinture indienne.   

## Histoire

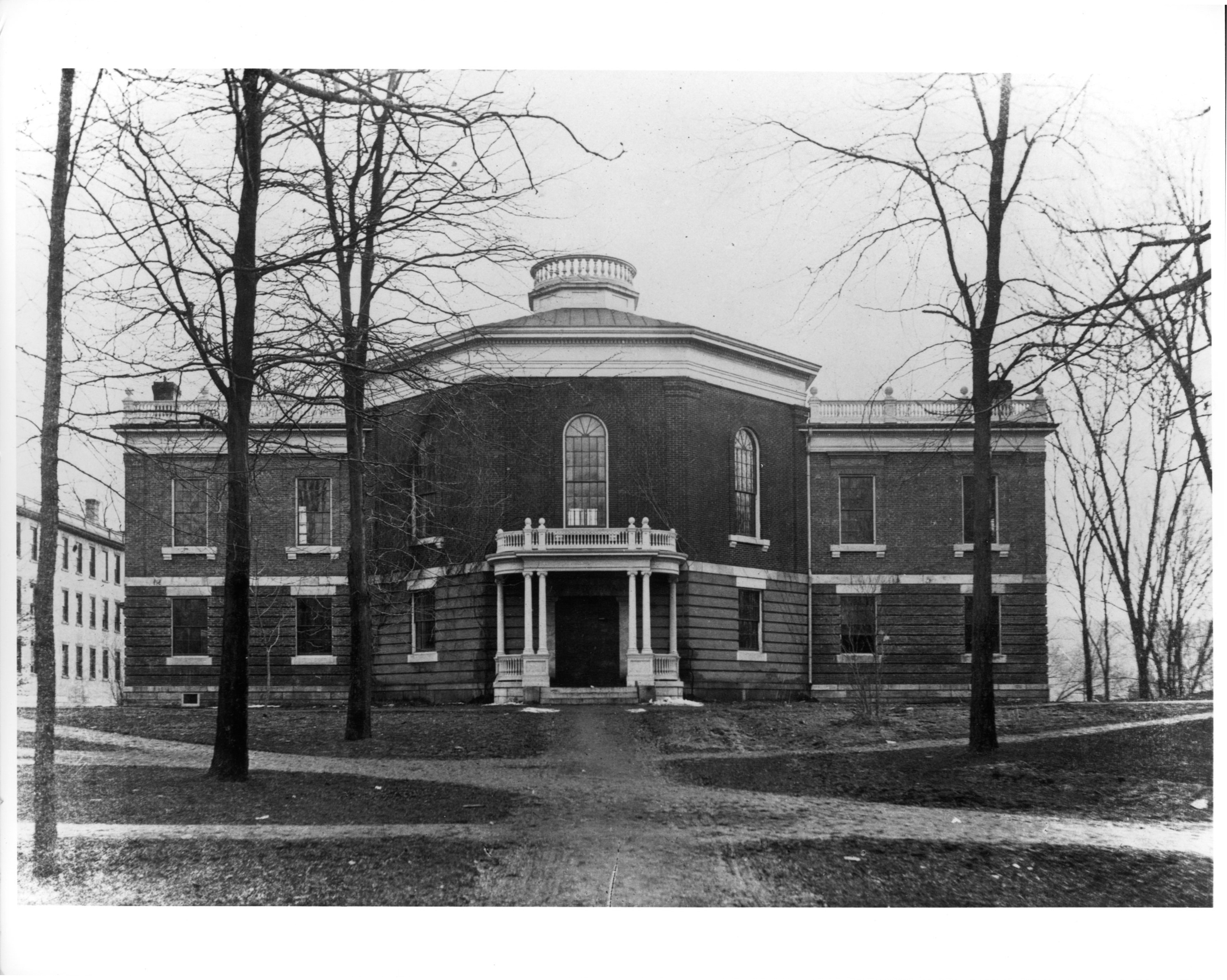
Lawrence Hall, qui abritera bientôt le Williams College Museum of Art, avant l'ajout des deux ailes conçues par Francis Allen en 1890.

WCMA a été créé en 1926 par Karl Weston, un professeur d'histoire de l'art qui s'est donné pour mission de fournir aux étudiants un endroit où ils pourraient découvrir l'art directement, plutôt que sous forme de diapositives ou de manuels. La collection d'art du Collège, en grande partie donnée par Eliza Peters Field en 1897, avait été logée dans deux petites ailes de ce qui était alors la bibliothèque du Collège, Lawrence Hall, conçue par Thomas A. Tefft en 1846. Lorsque la bibliothèque a été déplacée à Stetson Hall en 1920, Weston a transformé le bâtiment octogonal en briques en musée d'art, en ajoutant une aile en forme de T afin de fournir un espace supplémentaire pour les galeries et le programme d'histoire de l'art en pleine expansion du Collège. 

## Collection

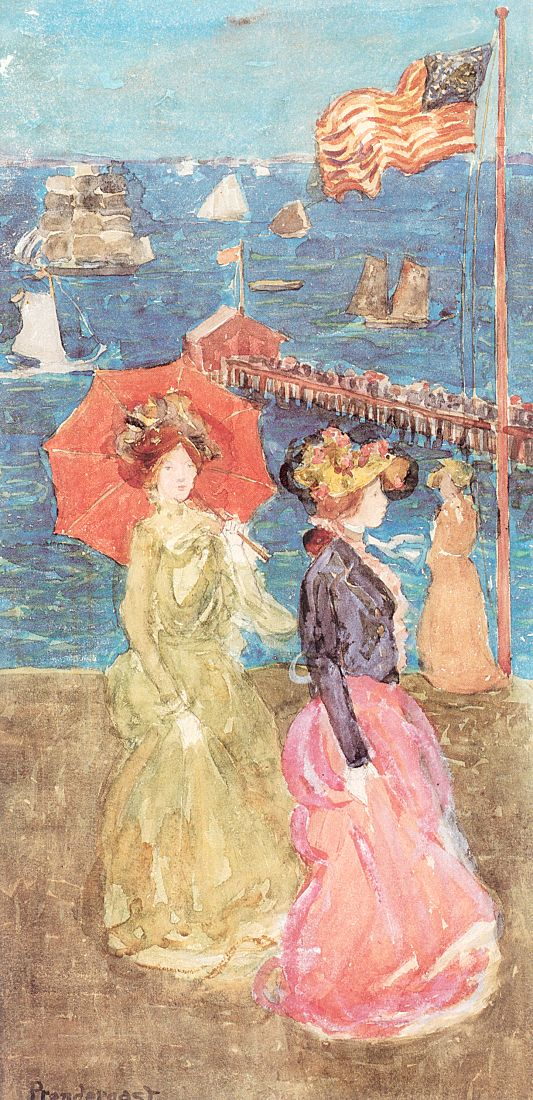
Maurice Prendergast, Figures sous le drapeau, 1900–1905.

### Œuvres notables
- Morning in a City (1944), par Edward Hopper
- Manhattan Memo, 2015, par Barkley L. Hendricks (en)
- Eyes (nine elements)[2], de Louise Bourgeois
- Une peinture murale commandée par Sol LeWitt
- Moonrise, Hernandez, New Mexico, 1941 par Ansel Adams
- Death on the Ridge Road (1935), par Grant Wood
- Lisa Lyon, 1981 de Robert Mapplethorpe
- Piss Elegance, 1987 par Andres Serrano
- Jerome, 2014, par Titus Kaphar
- Plus de 400 aquarelles, huiles et croquis de Charles et Maurice Prendergast
- Relief d'un esprit gardien du palais assyrien de Nimrud, 9e siècle avant notre ère
- Plusieurs croquis et aquarelles de la série en cours, Slavery Reparations Acts, par Kara Walker
- Situation VI-Pisces 4 (1972) de Sam Gilliam (en)

## Monuments Men

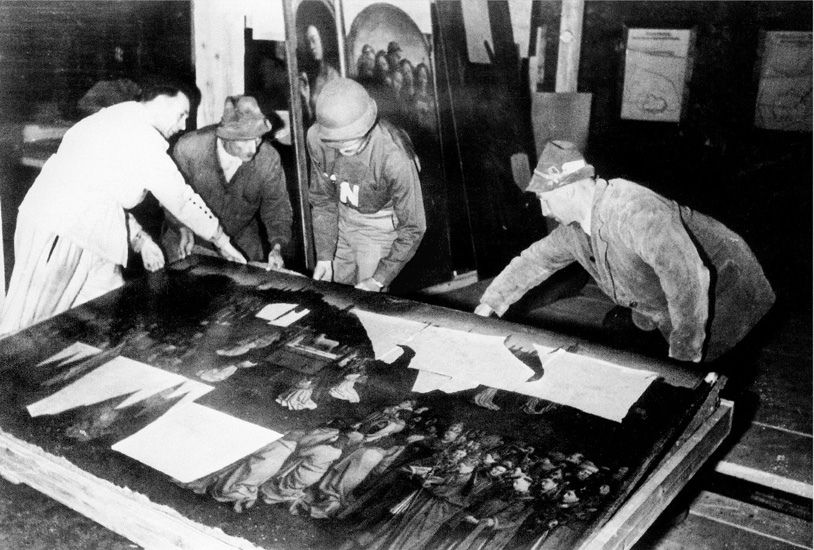
Des militaires américains retirent le retable de L'Agneau mystique (Gand) de van Eyck de la mine de sel d'Altaussee, en 1945.

Pendant la Seconde Guerre mondiale, un corps de près de 350 militaires et femmes a été créé pour récupérer et protéger les œuvres d'art des zones touchées par le conflit. Cette organisation était connue sous le nom de programme Monuments, Fine Arts, and Archives program (MFAA) ou, plus familièrement, Monuments Men. Parmi les rangs de cette entreprise se trouvaient les diplômés de Williams Charles Parkhurst '35 et Lane Faison '29, qui retournèrent tous deux à la WCMA pour servir comme directeurs de musée après la guerre. 
En février 2014, Sony Pictures a sorti Monuments Men, un long métrage réalisé par George Clooney qui a ravivé l'intérêt pour ces héros de la guerre moins connus. 
Le 7 mars 2014, la WCMA a célébré ses deux Monuments Men en invitant les fils de Faison et la veuve de Parkhurst à prendre la parole au musée.

## Liste des administrateurs (depuis 1926)
| Directeur            | De   | À       |
| -------------------- | ---- | ------- |
| Karl E. Weston       | 1926 | 1948    |
| S. Lane Faison       | 1948 | 1976    |
| Whitney Stoddard     | 1960 | 1961    |
| Franklin W. Robinson | 1976 | 1979    |
| Milo C. Beach        | 1979 | 1979    |
| John W. Coffey II    | 1979 | 1980    |
| Thomas Krens         | 1980 | 1988    |
| Charles Parkhurst    | 1983 | 1984    |
| W. Rod Faulds        | 1988 | 1989    |
| Linda B. Shearer     | 1989 | 2004    |
| Marion M. Goethals   | 2004 | 2005    |
| Lisa Corrin          | 2005 | 2011    |
| Katy Kline           | 2011 | 2012    |
| Christina Olsen      | 2012 | 2017    |
| Lisa Dorin           | 2017 | 2018    |
| Pamela Franks        | 2018 | présent |